# Postiglione (Italia)

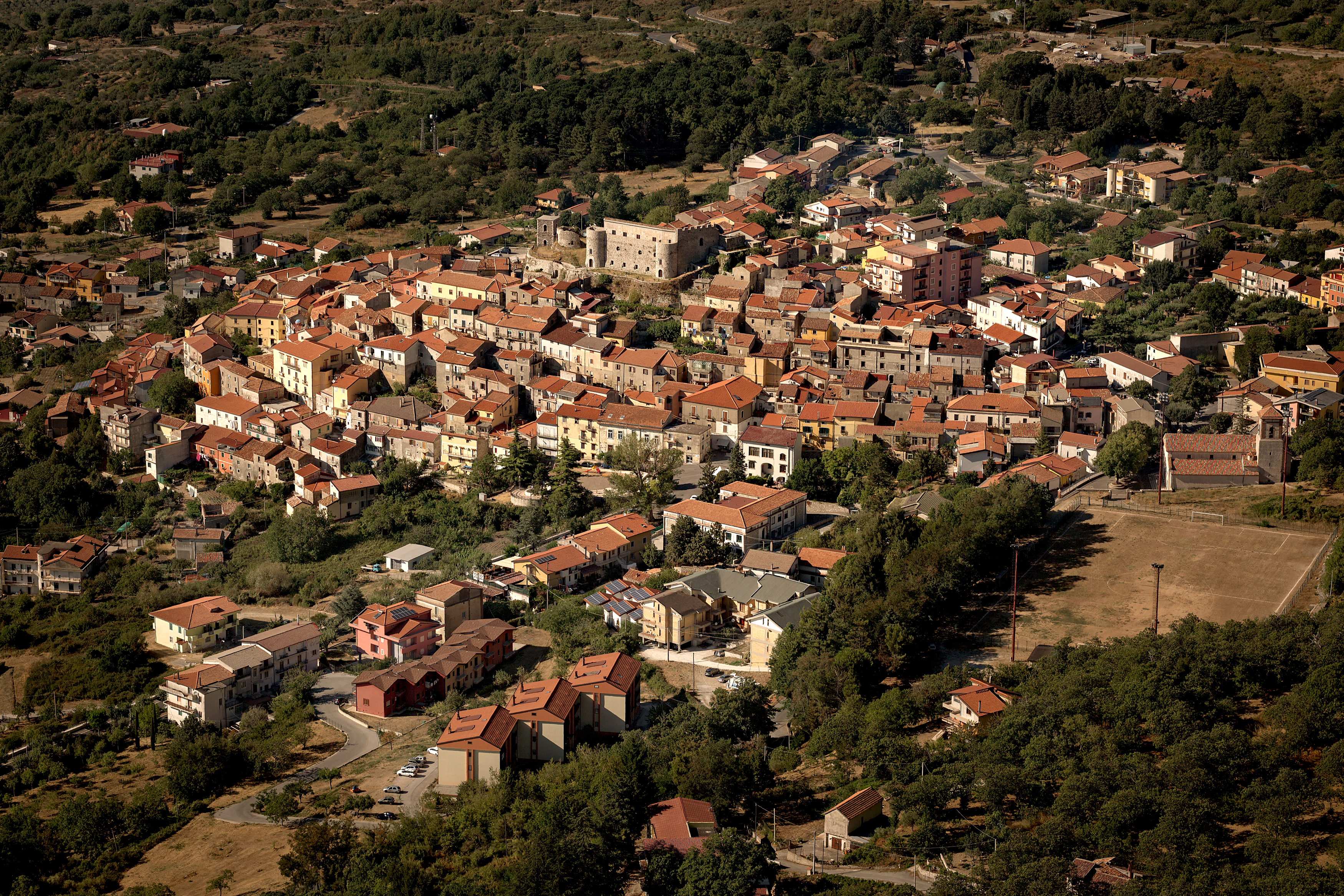
Veduta di Postiglione dai Monti Alburni

Postiglione (Pustiglionë in campano) è un comune italiano di 2 002 abitanti della provincia di Salerno in Campania.
Sorge sui monti Alburni e fa parte del parco nazionale del Cilento, Vallo di Diano e Alburni.

## Geografia fisica
- Classificazione sismica: zona 2 (sismicità media), Ordinanza PCM. 3274 del 20/03/2003.

### Clima
Trovandosi intorno al 40º parallelo Nord, e abbastanza lontano dal mare, il clima mediterraneo si attenua diventando piuttosto tipico delle zone interne appenniniche della Campania; un clima temperato fresco, con estati meno calde ed inverni più freddi. La temperatura in inverno oscilla da −4 °C a +15 °C, mentre nei mesi estivi da +16 °C a +35 °C. La temperatura è inoltre influenzata dall'altitudine, dall'esposizione e dalla ventosità del luogo; varia perciò da zona a zona. Il versante Ovest infatti, gode di un clima più mite, rispetto a quello continentale del lato Nord-est (fresco e umido). Sono frequenti ma non copiose le piogge concentrate nel periodo autunno-inverno (1300 mm annui) soggetto a scarse precipitazioni nevose, presenti perlopiù sul lato Nord-est. Frequenti sono i venti freddi e umidi (da nord-est) ma anche caldi e privi di umidità (da ovest e sud-ovest), il territorio presenta anche limitati periodi di nebbia soprattutto nelle valli.

### Territorio
Il territorio comunale, classificato collinare, rientra nel parco nazionale del Cilento e presenta un profilo geometrico decisamente irregolare: una serie di rilievi incorniciano il corso dei fiumi Calore e Sele, quest'ultimo traccia il limite settentrionale del comprensorio comunale. Presenta dei Boschi di notevole rilevanza naturale come il bosco di Sant'Angelo che occupa una superficie di 250 ettari ed è costituito da piante ad alto fusto. Esistono anche boschi di cerro latifoglie e ceduo.
Il comune è attraversato dal fiume Sele, anticamente denominato "Sella", che è da considerarsi il secondo fiume per vastità di bacino della Campania, insistendo su circa 3000 km². Ha origine dal versante sud del monte Roialonga e a valle si arricchisce delle sorgente di Caposele. Più a sud riceve le acque di molti altri affluenti minori. Il fiume, così arricchito, penetra nell'omonimia piana per sfociare poi nel mar Tirreno. Il territorio è attraversato anche dai fiumi Tanagro e Calore, oltre alle numerose sorgenti e ruscelli.

## Origini del nome
L'ipotesi più accreditata è che il nome Postiglione sia stato dato al paese dalle numerose famiglie di Paestum che, tra l'800 e il 900 d.C., furono costrette a lasciare la loro città per i frequenti attacchi e saccheggi dei Saraceni e dei pirati turchi. Quindi il nome potrebbe derivare proprio da Paestum e da elios (έλιος), che in greco significa sole; oppure da Paestum e da elaion (έλαιον), che in greco significa ulivo; oppure da post (che in latino significa dietro) ed elios (cioè dietro il sole); o forse il nome deriva da un tale "Postilus", agricoltore, prima schiavo e poi affrancato, come dovrebbe suggerire l'aggiunta "ianus" che i romani davano ai liberti. Allora potrebbe derivare anche dal più recente vocabolo "postiglione", com'era detto il vetturino che conduceva la corriera postale. Alla "Duchessa", infatti, lungo la via che i Romani avevano rifatto a doppio strato e rastricata (rastricata et strada), come ancora oggi si può vedere, vi era una stazione di posta per il cambio di cavalli e vetturino.

## Storia
Le origini di Postiglione si fanno risalire al decimo secolo quando gli abitanti dell'antica Paestum, costretti dalle incursioni dei Saraceni e dei pirati turchi, ad abbandonare la propria terra, si rifugiarono in questo luogo considerato idoneo per la difesa. Per ricostruire la storia di questo paese è necessario considerare che nel periodo di tempo che va dal 476 d.C. al 1000 d.C., l'Italia meridionale restò in parte sotto l'influsso e sotto la protezione dell'Impero romano d'Oriente. Questa protezione finì quando un normanno, Rainulfo Drengot, di ritorno da una crociata, assunse il ducato di Aversa. Da quel momento i Normanni dilagarono nell'Italia del sud, cambiandone completamente la fisionomia. Il feudo di Postiglione faceva parte del potente ducato longobardo di Salerno. Le prime notizie storiche ci dicono che questo feudo era stato in possesso di Guaimaro IV e poi di Gisulfo II, longobardi principi di Salerno. Quest'ultimo nominò suo successore il fratello Pandolfo. Ma all'incirca nell'anno 1060 d.C. la stella dei longobardi volse al tramonto e subentrò quella normanna, rappresentata da Roberto il Guiscardo (il furbo), degli Altavilla, che aveva conquistato la Puglia e la Calabria, aveva sconfitto Gisulfo, ne aveva sposato la sorella, sorella anche di Pandolfo, a cui il magnanimo Roberto aveva lasciato il possesso del feudo. A Pandolfo susseguirono nel possesso del feudo il figlio Euferio e a questi il figlio Lampo. Alla morte di Lampo il feudo passò a Tancredi d'Altavilla (1145) e poi a Guglielmo da Postiglione che secondo alcune ipotesi sposò una figlia di Tancredi. Guglielmo fu un uomo di coraggio e di specchia rettitudine, giustiziere regio e fedelissimo all'imperatore ed avveduto amministratore poiché allargò i confini del feudo con l'aggiunta di Aquara, Castelluccia, Civita, Selvanegra, Controne, Pantuliano, Serre e San Zaccaria, e con l'annessione di Corleto Monforte, Sant'Angelo a Fasanella, Ottati, Roccadaspide, Albanella e metà feudo di Capaccio. Guglielmo da Postiglione ebbe due figli: Tancredi e Guglielmo II. Il feudo andò in eredità al primogenito Tancredi e successivamente al marito di Alessandrina, figlia di Tancredi, Pandolfo Fasanella, anche lui di stirpe normanna e appartenente alla famiglia dei Sanseverino. Egli per rispetto del suocero non assunse il cognome "da Postiglione" come era in uso in quell'epoca. Pandolfo fu molto stimato da Federico II che tuttavia tentò in tutti i modi di catturarlo quando scoprì che Pandolfo era a capo di una congiura di palazzo contro di lui. A Pandolfo non rimase che fuggire da papa Innocenzo IV, in quel momento acerrimo nemico di Federico II. Federico concesse allora il feudo a Giovanni da Procida, suo medico personale, nato a Salerno e marito di Pandolfina, unica figlia di Guglielmo II sopra riportato. Quando alla morte di Federico II il trono passò al figlio Manfredi, avuto dalla protetta del Papa, Bianca Lancia, i fuoriusciti Salernitani tornarono in patria per essere rivestiti dei loro domini. Tra essi c'era Domenico, il secondo figlio di Guglielmo II che fu insediato al posto di Giovanni da Procida. Ma alcuni di coloro che erano ritornati in patria ed erano stati rinsediati nei loro domini si ribellarono. La reazione di Manfredi fu spietata. Furono quasi tutti incarcerati e giustiziati, tra questi Domenico da Postiglione che fu portato a Foggia e impiccato. Il feudo tornò in possesso di Giovanni da Procida. 

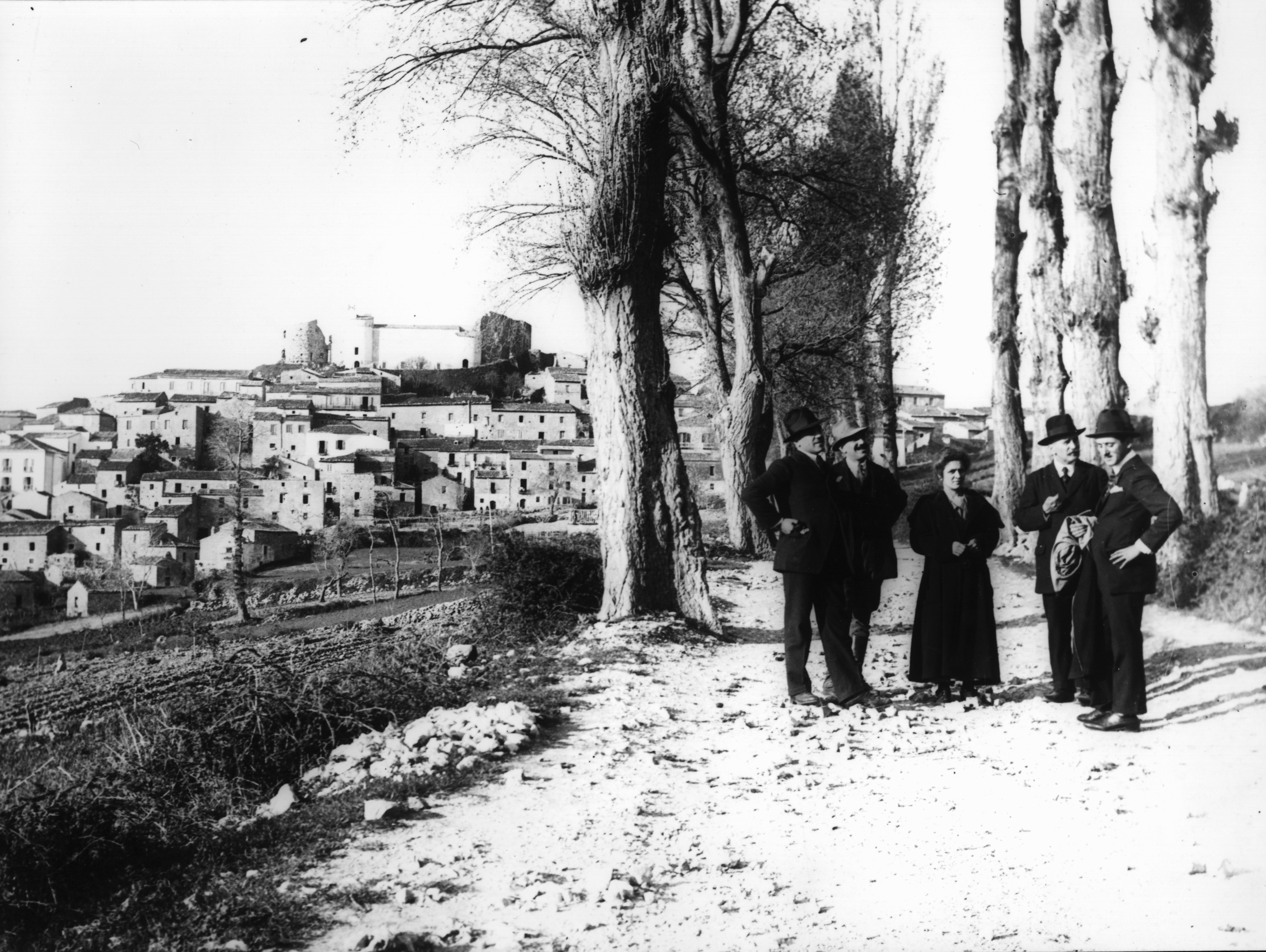
Immagine d'epoca di Postiglione, scattata alla fine del Viale Martiri Postiglionesi

Quando l'Italia meridionale passò alla dinastia dei D'Angiò, Carlo, fratello di Luigi IX re di Francia, fu nominato re di Napoli, i fuoriusciti che si erano ribellati a Manfredi tornarono nei loro possedimenti ed il feudo venne ceduto da Giovanni da Procida a Pandolfo Fasanella sopra riportato. Ovviamente per via dei cambiamenti il feudo di Postiglione si era impoverito di molto. Giovanni da Procida aveva avuto gran cura della ristrutturazione del castello ma il feudo contava solo 150 fuochi (ovvero famiglie) comprese quelle di Selvanegra. Per fortuna rinsediato Pandolfo Fasanella, stimato molto da Carlo I d'Angiò che lo nominò nel 1266 "giustiziere di Bari", capitano generale del principato, Vicario reale a Roma, Ciambellano del re e Vicere della terra di lavoro e di Bari, il feudo trasse profondo beneficio dalla posizione del suo feudatario e le sue condizioni generali migliorarono. Morto senza eredi Pandolfo Fasanella, il re Carlo II d'Angiò assegnò il feudo a Tommaso II dei Sanseverino, la cui famiglia aveva rischiato di essere annientata per aver capeggiato la congiura contro Federico II. Miracolosamente il piccolo Tommaso, di nove anni, si era salvato perché un fedele domestico della famiglia lo aveva condotto prima presso uno zio materno e poi alla corte del papa Innocenzo IV, che lo aveva accolto con ogni cura e gli donò in sposa una sua nipote. Tommaso II, conte, fece costruire la certosa di Padula e capeggiò la difesa del regno di Napoli durante la guerra del Vespro. Morì nel 1321. Dalla sua morte al 1523 il feudo restò assegnato ai Sanseverino senza nessuna nota di considerazione. L'unico fatto di rilievo avvenne nel 1472. Ai D'Angiò erano subentrati i D'Aragona. 

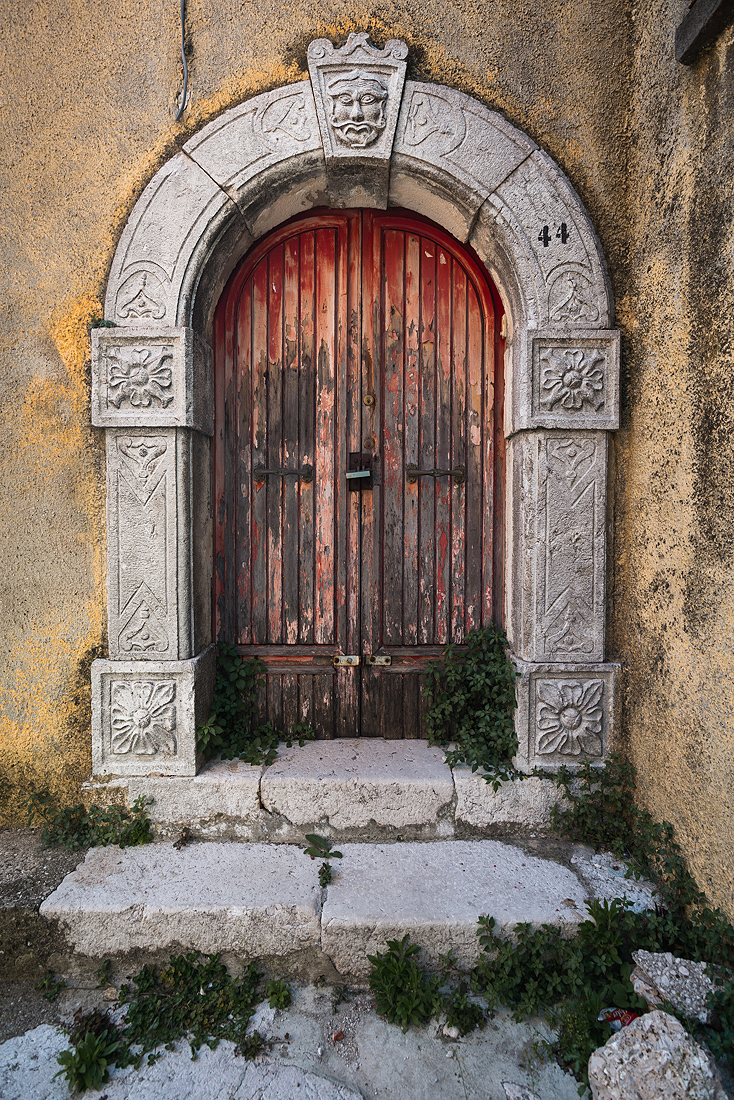
Portale con mascherone nel Centro Storico

A seguito dell'ennesima congiura, il re Ferdinando I dichiarò ribelle Girolamo Sanseverino. Il feudo fu quindi incamerato della corona. Nel 1496 il re Ferdinando decise di perdonare i Sanseverino e li reintegrò nei possedimenti così, Bernardino Sanseverino, figlio del perdonato Girolamo, riebbe il feudo che passò in eredità al figlio Pietrantonio. Il feudo fu proprietà dei baroni Riccio di Napoli dal 1507 al 1510, Patrizi del Sedile di Nido. Nel 1523 il feudo passò a Petraccone Caracciolo. Da questi ad Agostino Grimaldi, che lo cedette alla duchessa di Eboli, Laura Beltramo, la quale fu contestata dalla Universalità di Postiglione (era questo uno dei pochi diritti dei sudditi). La duchessa che risiedeva nei mesi estivi nella località che ancora oggi porta il suo nome, fu condannata alla restituzione di quanto aveva acquistato e pertanto il feudo passò al figlio della duchessa, Ottavio Franco. Alla sua morte gli successe il figlio Giovan Battista che molto amò il suo feudo mostrandosi sempre buono e generoso con tutti, tanto che, in occasione di una carestia, fu creato un monte frumentario per i bisognosi, i quali potevano avere in prestito il grano pagando un prezzo quasi nullo. Nel 1627 Postiglione fu elevato al rango di marchesato. Alla morte di Giovan Battista Franco, avvenuta nel 1648, il feudo passò al figlio Jacopo Milano che, contrariamente al padre, angariò l'universalità in diversi modi, e tra l'altro, vantando un credito inesistente, occupò i pascoli della difesa "Lagorosso". Fece infine trasferire il titolo di marchesato da Postiglione al suo possedimento di Polistena, in Calabria, per rivendere questo paese dopo pochi mesi. L'acquirente Giuseppe Spinelli, pentito, cercò di riavere il denaro. Ne nacque un contenzioso che finì solo con l'acquisto del feudo da parte di Ippolita Pelagnao di Cellamare che lo passò al duca Marcantonio Garofalo nel 1659. La famiglia Garofalo tenne il feudo di Postiglione fino al 1760 quando lo cedette al re Carlo II di Borbone che lo aveva acquistato, insieme al feudo di Controne, per ampliare la sua tenuta di caccia di Persano. Il feudalesimo finì con la legge nel 1806. Dal 1811 al 1860 è stato capoluogo dell'omonimo circondario appartenente al distretto di Campagna del regno delle Due Sicilie.

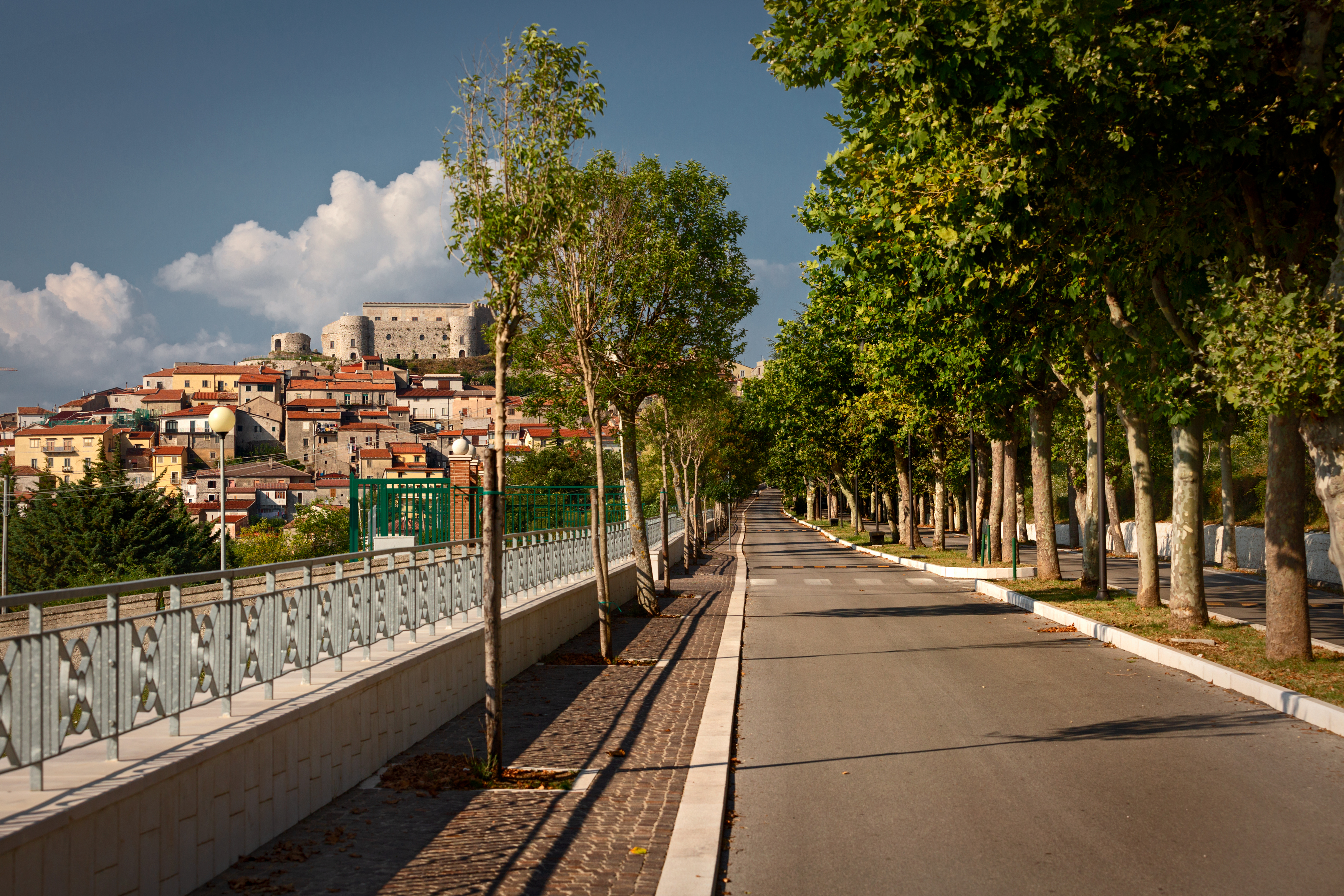
Il Viale Martiri Postiglionesi, oggi.

Dal 1860 al 1927, durante il regno d'Italia è stato capoluogo dell'omonimo mandamento appartenente al circondario di Campagna.

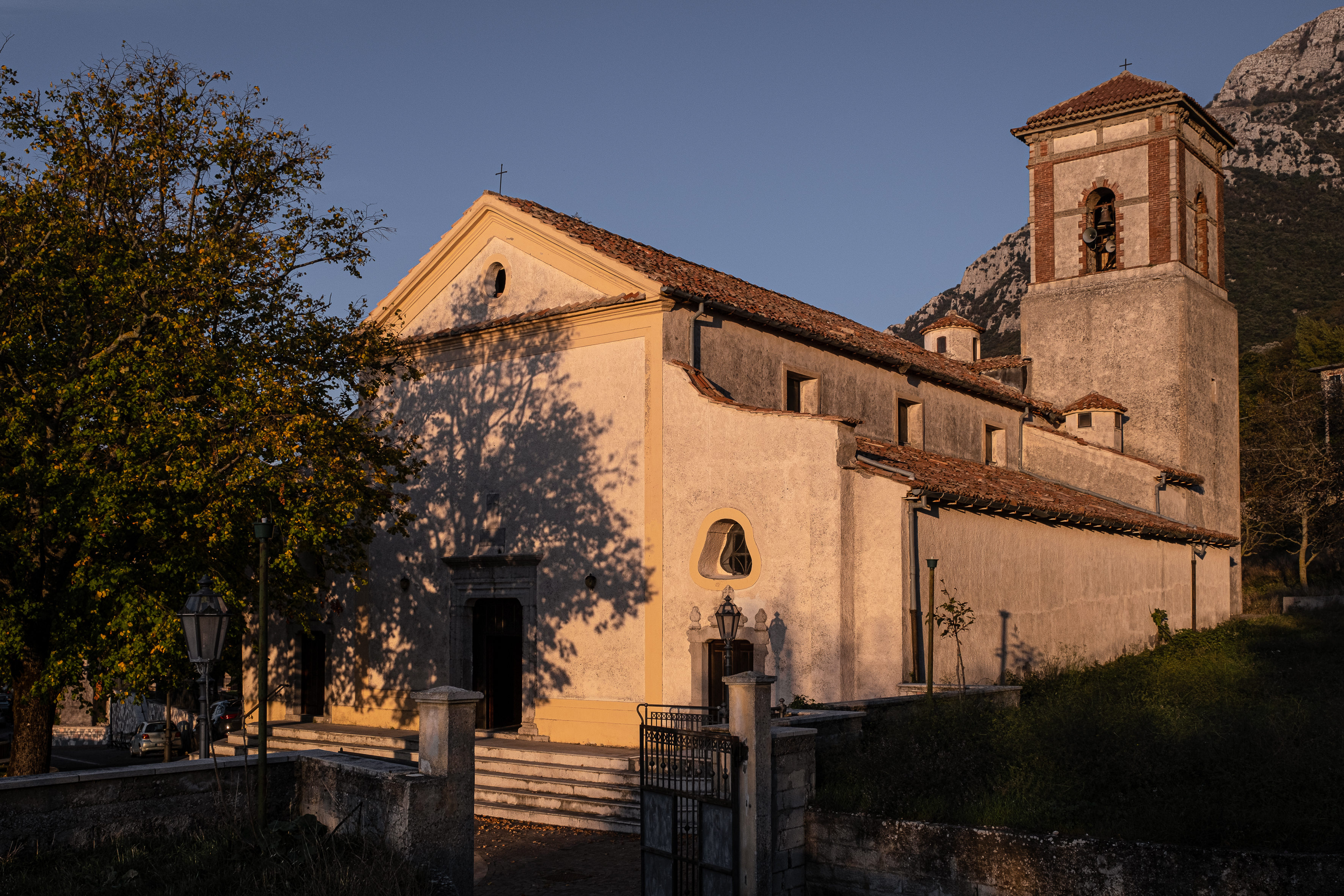
Chiesa madre di San Giorgio

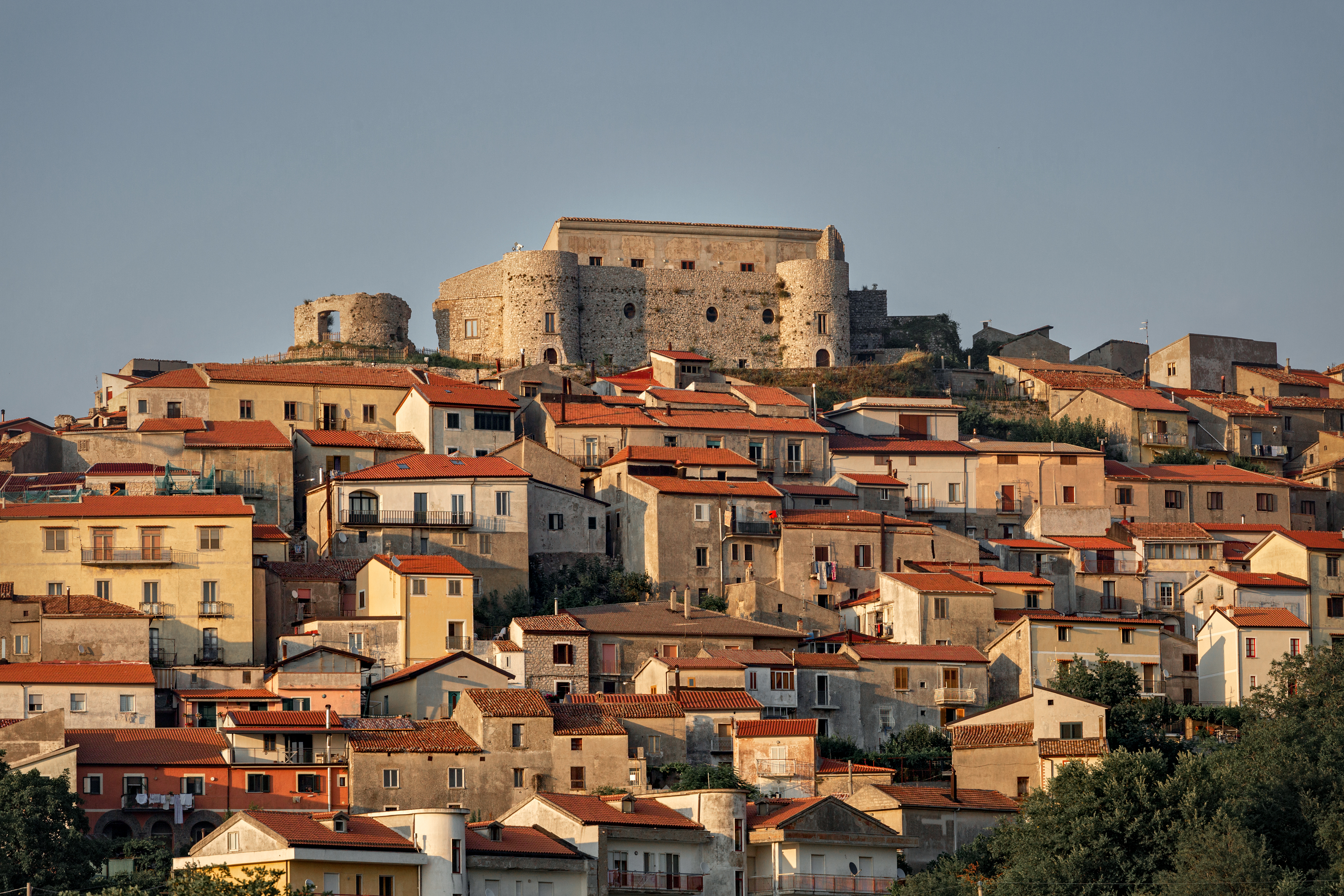
Il castello medievale "Giovanni da Procida" e parte del centro storico

## Monumenti e luoghi d'interesse

### Architetture militari

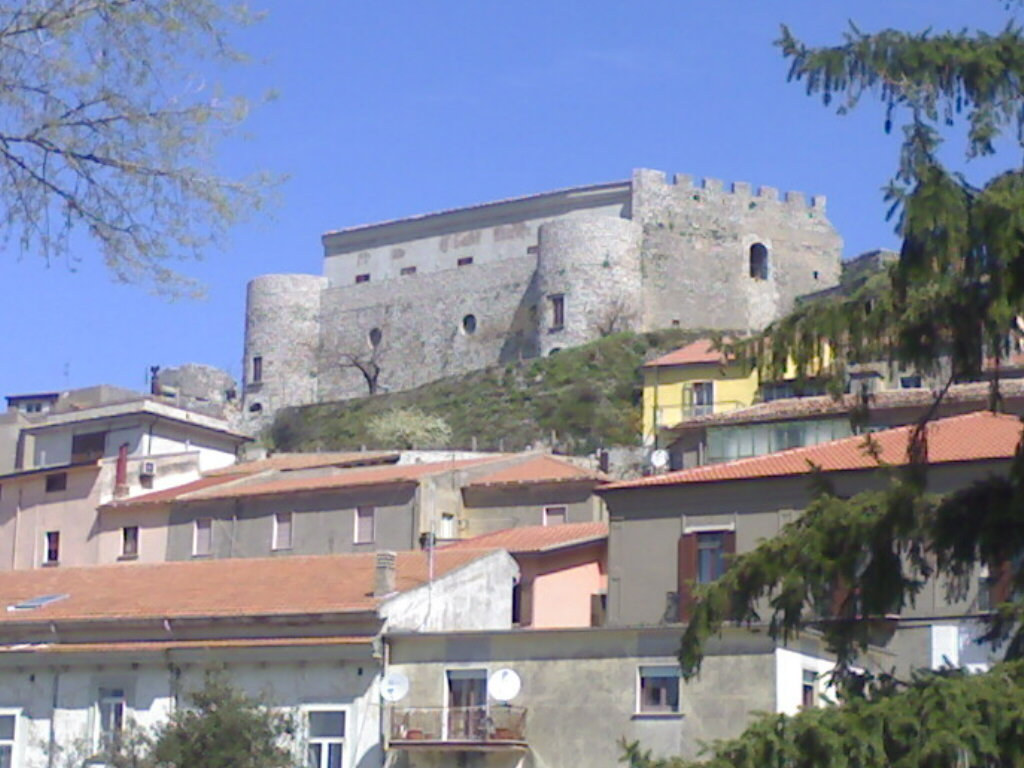
Castello di Postiglione

- Castello normanno (XI secolo). Questa struttura venne costruita verso l'anno 1000 da tre fratelli Normanni, ovvero Riccardo, Ruggiero e Guglielmo di Hauteville. Si presenta come un sistema di fortificazione articolate intorno ad un corpo principale. L’edificio era munito di sei torri. Una di queste consentiva l’accesso al carcere, un'altra, con delle scale, portava a parti sottostanti da dove accedevano le carrozze. Durante i conflitti mondiali era adibito a carcere militare successivamente museo, oggi vi si può ammirare un vasto panorama che comprende il golfo di Salerno, il parco nazionale del Cilento, Vallo di Diano e Alburni (in cui si trova), parte della costiera cilentana e di quella amalfitana e infine l'isola di Capri. Grazie alla sua posizione strategica, infatti, nel corso dei secoli fu conteso da molti personaggi.

### Architetture religiose

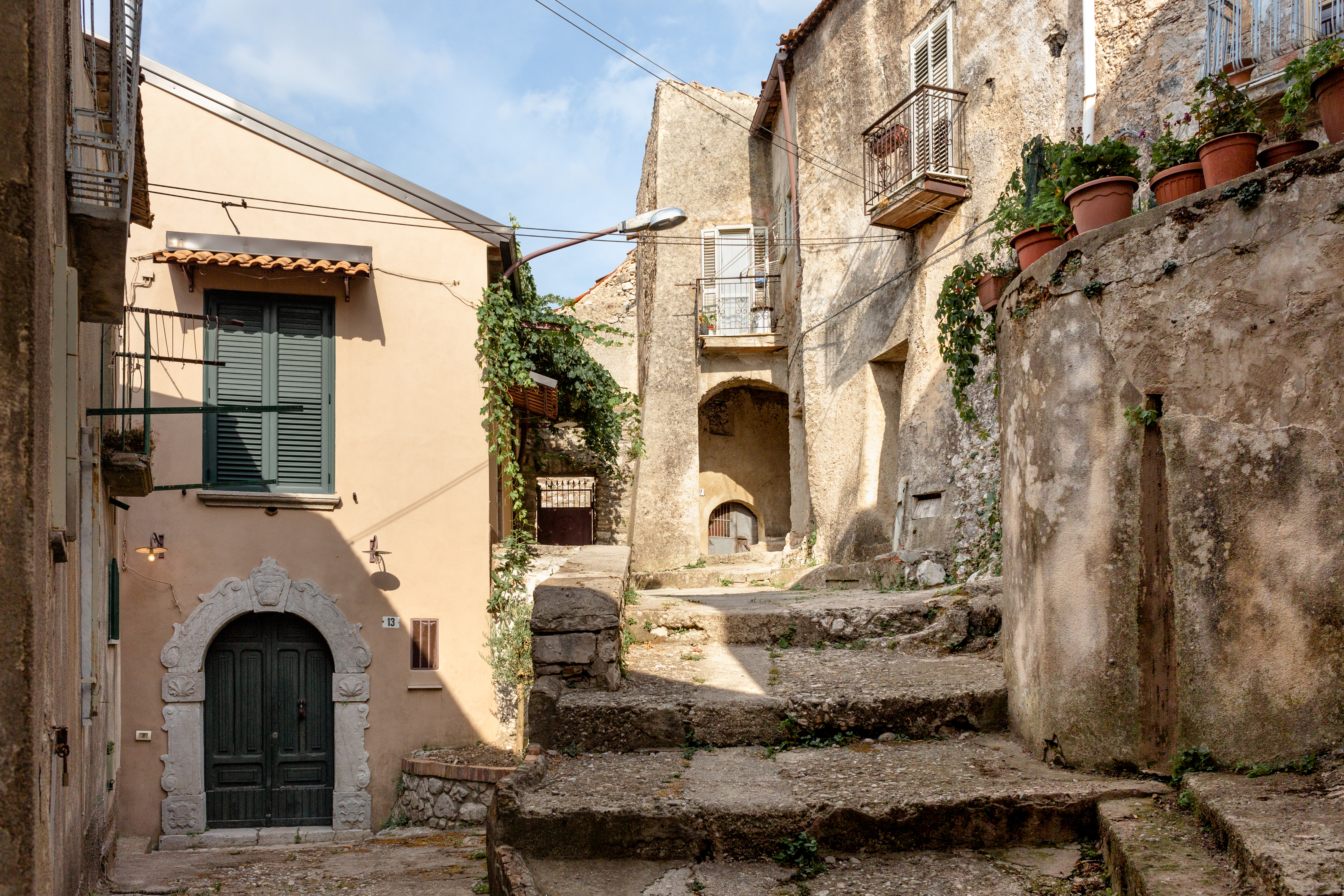
Un vicolo caratteristico del Centro Storico di Postiglione

- Chiesa parrocchiale di San Giorgio (XIV secolo), eretta in epoca medioevale come risulta dalla Decima 1308-1310 è la più antica Parrocchia di Postiglione. Inizialmente vi erano due parrocchie ma a seguito di un'epidemia di colera che decimò la popolazione se ne formò una sola che assunse entrambi i titoli. Dopo la progressiva scomparsa della chiesa di San Nicola, quella di San Giorgio diventò la chiesa madre. L'attuale aspetto risale alla fine del settecento (1773-1781), strutturata su tre navate con adiacenti sagrestia e campanile. Le navate laterali terminano con due cappelle, a destra quella di San Lorenzo, a sinistra quella dell'addolorata, mentre lungo di esse si trovano sei altari. La pianta è a croce latina, l'altare maggiore venne installato nel 1922 proveniente da una chiesa intitolata alla Madonna del rosario. Sul fondo dell'abside vi è un coro e al di sopra il maestoso complesso scultoreo di San Giorgio intento ad uccidere il drago. Di rilevanza artistica è la custodia marmorea dell'olio per gli infermi e il tabernacolo del 1607 con tre cherubini e due angeli adorati posti avanti alla piccola apertura, due lesene decorate a candelabro la cui sommità vi è un Cristo benedicente. Il campanile originale crollò nel 1876 a causa di gravi lesioni qualche decennio dopo ne fu completata la costruzione, la configurazione attuale fu completata nel 1939. Delle due campane al suo interno la più antica risale al 1877 mentre la seconda al 1929. Alle tre porte di ingresso si accede tramite una recente scalinata in pietra;
- Santuario della Ss. Annunziata e monastero dei carmelitani (XVI secolo). La sua fondazione si deve a Francesco Vaccaro "napoletano, maestro e dottore della Religione e del sacro collegio dei teologi Napoletani" che, soggetto di una singolare pietà e dottrina, fondò nella terra di Postiglione della Diocesi di Capaccio in principato Citra, il terzo dei quattro conventi carmelitani intitolato alla Ss. Annunziata. Il piccolo monastero venne soppresso per ordine del pontefice Innocenzo X poiché non in grado di sostenere una giusta famiglia di religiosi. La chiesa conventuale restò tuttavia aperta al culto fino a quando la chiesa parrocchiale non venne riaperta nel dicembre 1993 e dopo la distruzione della parrocchia di San Nicola, assunse quindi un importante ruolo nella vita spirituale della comunità. Anche se attualmente la Chiesa di Santa Maria (così denominata) si trova in un contesto urbano, inizialmente si trovava in una zona di "terra" conforme alle regole dell'ordine. Nonostante i vari rifacimenti conserva l'iniziale estensione planimetrica, è costituita da una navata unica, varcato l'arco trionfale si trova l'ingresso al campanile e alla sagrestia. Il presbiterio innalzato di tre Gardini rispetto alla navata e coperto con volte a botte, ha sul fondo dell'abside un unico altare in muratura e stucco sormontato da una nicchia ospitante la statua della Beata Vergine del Carmelo. Di grande interesse è la cappella di San Giacinto di Cesarea che si trova sulla sinistra della navata. Alle pareti presenta tre lapidi che testimoniano Vicende storiche importanti dell'abitato e inoltre presentano l'importanza della chiesa conventuale forse adibita anche a chiesa madre per questo sede prescelta della confraternita della Vergine del Carmelo. A destra della chiesa alcuni ambienti destinati un tempo ad asilo gestito dalle suore "Figlie di nostra signora del sacro cuore di Gesù" e poi dalle "Figlie della carità del preziosissimo Sangue" ;
- Cappella di San Rocco (XVII secolo), venne costruita dai postiglionesi sopravvissuti all'epidemia di peste del 1656 come omaggio al Santo.

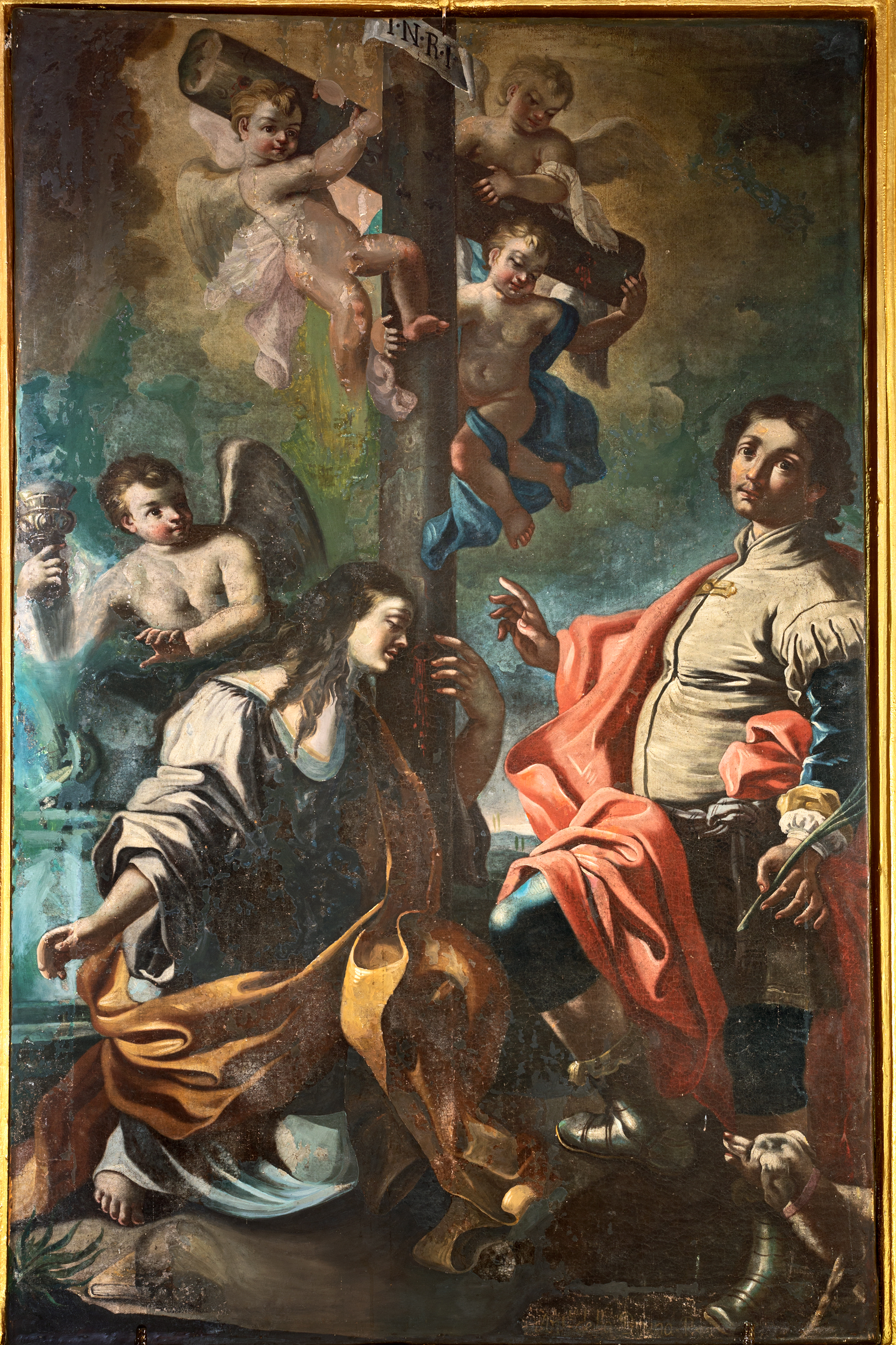
Pala d'Altare con la Maddalena e San Vito di Antonio della Bruna (1760), custodita nella Cappella di San Vito

- Cappella di San Vito (XVI secolo), cappella del paese costruita "extra moenia", da poco ristrutturata, presenta un solo altare con un dipinto del XVIII secolo, a firma di Antonello della Bruna, rappresentante San Vito e Santa Maddalena. Anticamente era adibita a luogo di benedizione per animali.
- Monumento ai caduti, ex cappella di Santa Sofia, nata come cappella di Santa Sofia è stata trasformata in un monumento ai combattenti Postiglionesi dei conflitti mondiali.

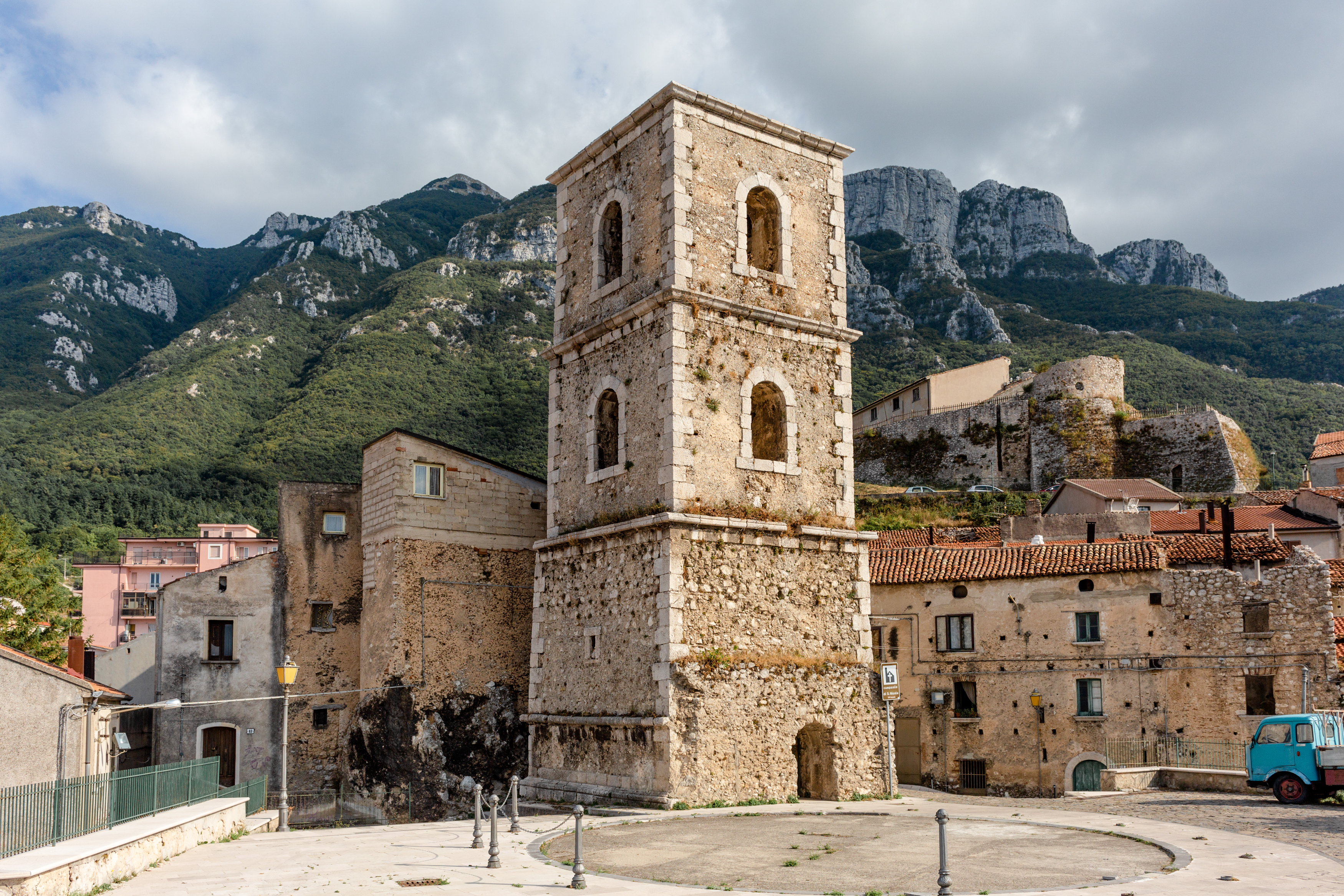
Torre Campanaria di San Nicola (XIV Sec.)

- Torre campanaria di San Nicola (XIV secolo), unico resto dell'ex chiesa madre del paese crollata nel 1857. Questa chiesa era dedicata a San Nicola, probabilmente costruita in stile romanico, presentava alcuni altari dedicati alla Madonna del Rosario e a San Nicola, il titolare della chiesa e compatrono del paese.

### Fontane

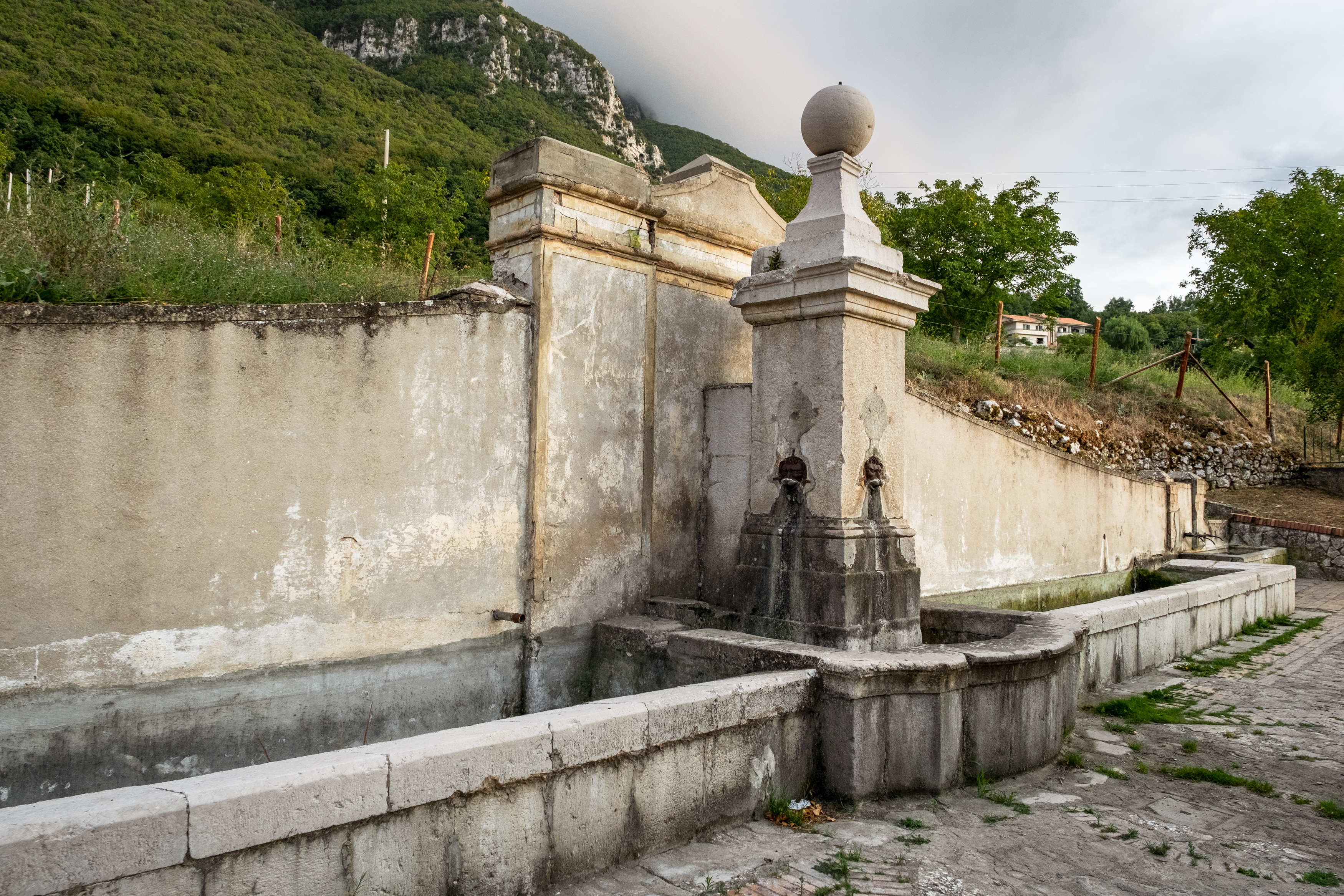
Antico lavatoio dei Grandini

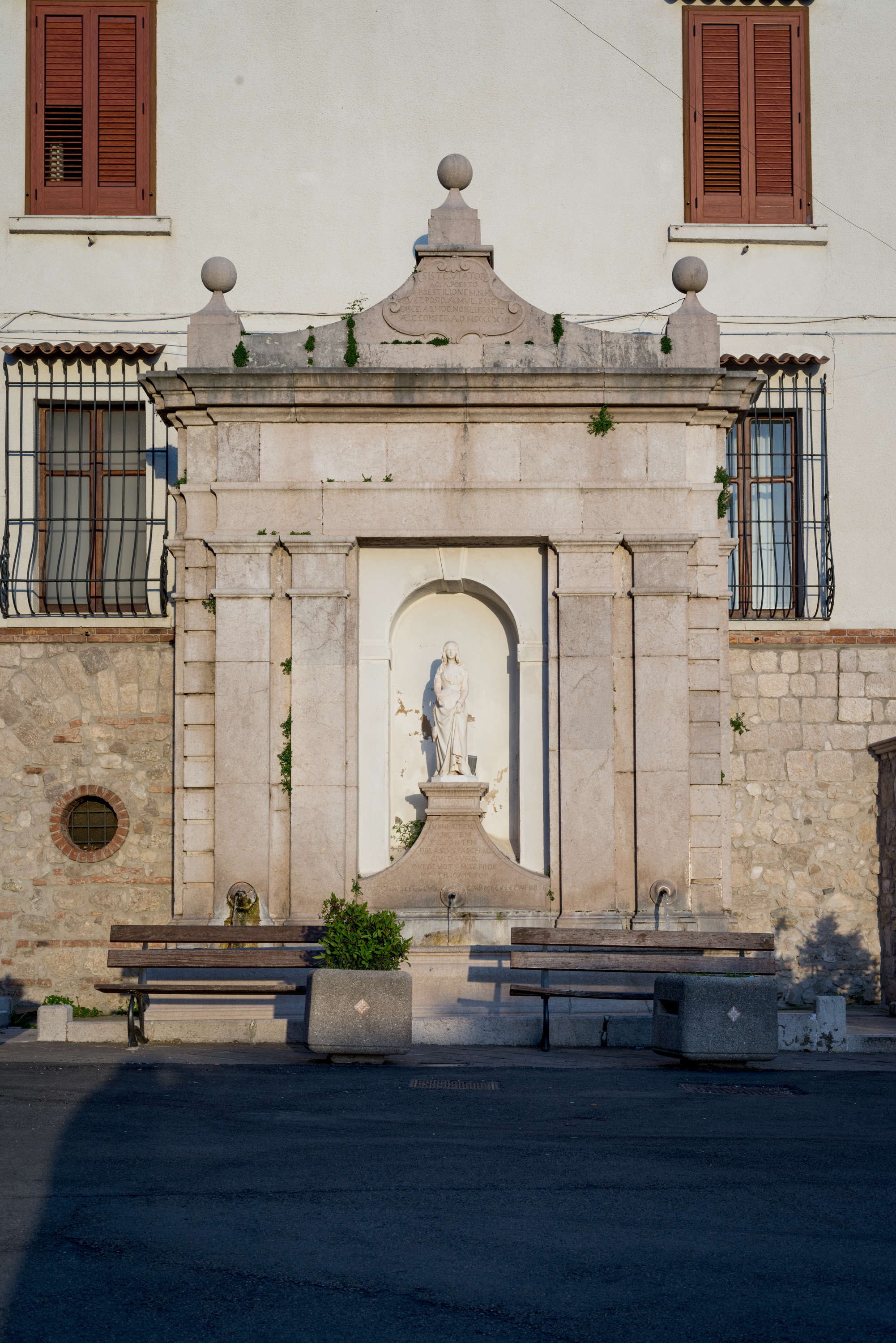
Fontana Monumentale (1816)

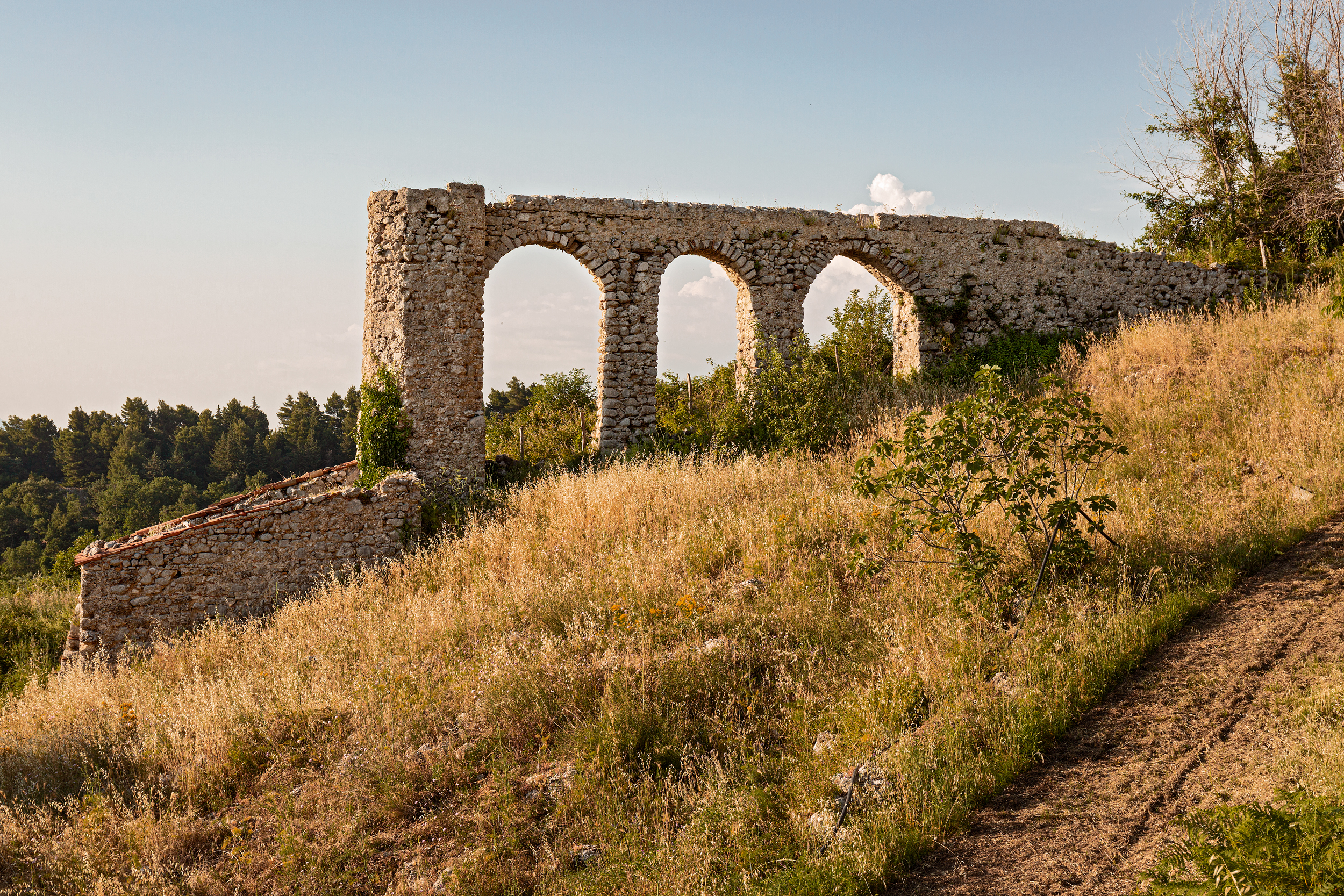
Mulino idraulico a ruota orizzontale (XVII-XVIII Sec.)

- Mulino idraulico a ruota orizzontale (XVII-XVIII Sec.)Fontana monumentale, si trova in piazza Armando Diaz ed è stata costruita nel 1816. La statua al suo interno rappresenta la primavera.
- Fontana dei Grandini, ex lavatoio del paese è una delle più antiche del paese.

### Aree naturali

#### Grotte
- Grotta di Sant'Elia, situata a circa 900 m.l.m è una Grotta di origini carsiche da secoli importante meta di pellegrinaggio da parte del popolo di Postiglione e dei comuni limitrofi che durante i periodi di siccità invocavano il santo per la pioggia miracolosa. Fu ufficialmente dedicata a Sant'Elia nella metà del cinquecento con l'arrivo dei Carmelitani che diffusero il culto di Sant'Elia e della Madonna del Carmelo, ma da alcuni documenti emerge che prima del cinquecento si svolgeva una festività di origini non chiare di cui non si è a conoscenza del santo a cui fosse dedicata. Questa antica solennità di origini incerte che in seguito venne intitolata a Sant'Elia ed è tuttora celebrata la prima Domenica di Maggio con la processione (antico pellegrinaggio) che giunge fino alla Grotta del Santo. Emerge inoltre da un libro dei morti del XVIII (conservato nella chiesa di San Giorgio) una testimonianza scritta di un miracolo legato al culto di Sant'Elia, richiesto ed ottenuto dal popolo e dal Clero di Controne in pellegrinaggio a Postiglione.

#### Percorsi e sentieri naturalistici
- Sentiero di campo d'amore, conduce all'omonimo altopiano. Ci si impiega circa 3:45 h per giungervi, nel mezzo vi si può ammirare, dalle numerose finestre, un ampio panorama.
- Sentiero di Sant'Elia, conduce alla grotta del santo e ad alcuni sentieri secondari.

#### Altopiani
- Campo d'amore, un altopiano suddiviso in due livelli da cui si può ammirare unampio panorama e vi si giunge per l'omonimo sentiero.
- Piani di Santa Maria ("spiazzali" in postiglionese) sono tre piccoli altopiani a circa 1000 m s.l.m. Vi si giunge per il sentiero di Sant'Elia e si attraversa un breve sentiero secondario per giungere al primo e altri sentieri secondari per gli altri.

## Società

### Evoluzione demografica
Abitanti censiti

### Religione
La maggioranza della popolazione è di religione cristiana di rito cattolico; il comune appartiene alla diocesi di Teggiano-Policastro e comprende una parrocchia:
- Santi Giorgio e Nicola

L'altra confessione cristiana presente è quella Evangelica con una comunità:
- Chiesa Pentecostale ADI[8]

### Tradizioni e folclore
- Il 30 e 31 luglio a Postiglione si svolgono i solenni festeggiamenti in onore della Madonna del Carmine. Solennità molto sentita dal popolo postiglionese per via della grande devozione per la Vergine Maria da sempre invocata come divina protettrice. In questi due giorni di festa, il 30 luglio (la vigilia) si organizzano spettacoli sul piazzale di Santa Maria mentre il quartiere è invaso da vari mercatini. Il 31 (la festa) si tengono messe solenni nel santuario intitolato alla Madonna e infine la sera si tiene la processione, un corteo di confraternite e fedeli che innalzano canti e preghiere attraversa interamente il paese.

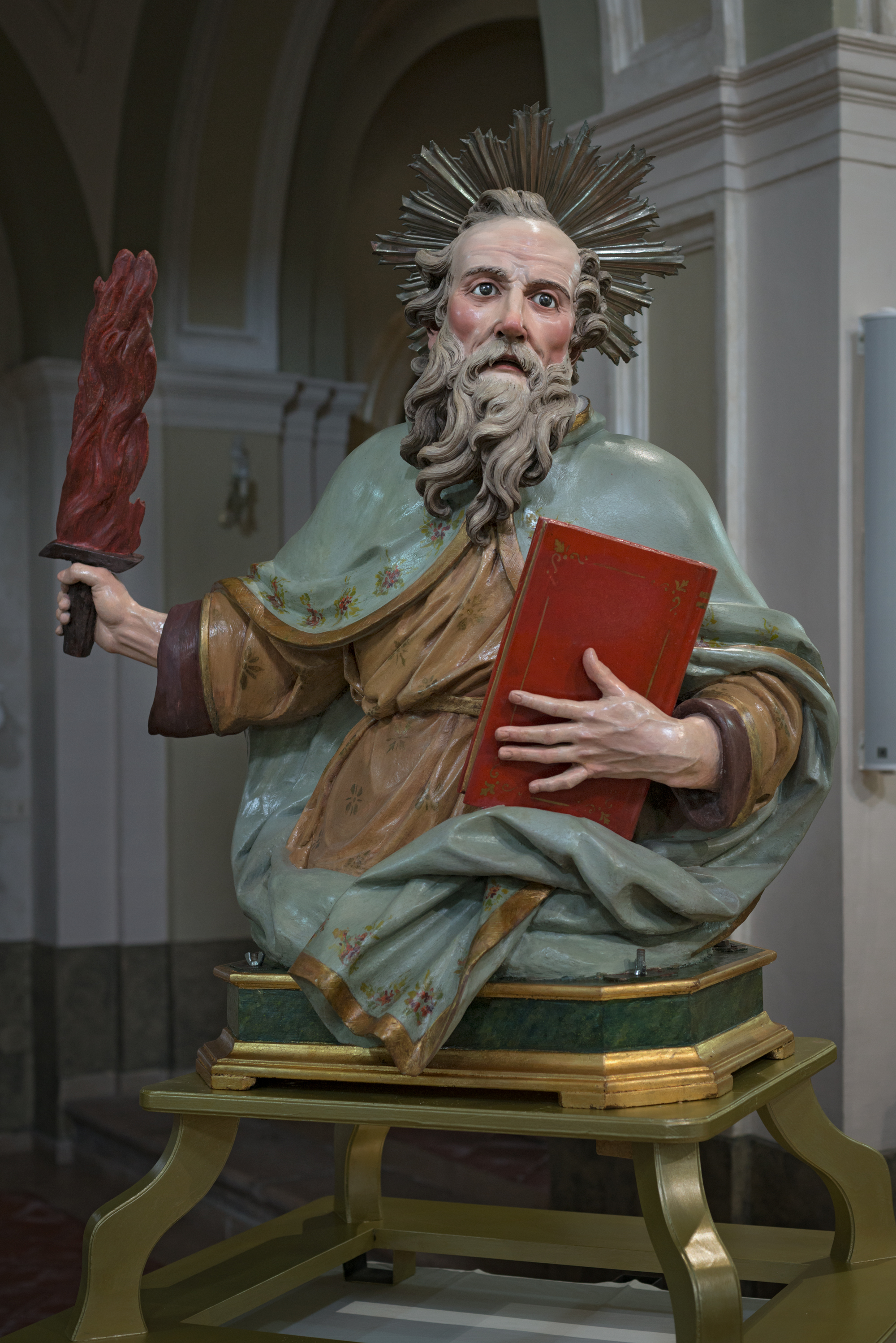
Statua lignea di Sant'Elia (probabile opera di Francesco Verzella), conservata presso la Chiesa dell'Annunziata e portata in processione la Prima Domenica di Maggio in occasione dei solenni festeggiamenti in onore del Profeta Elia

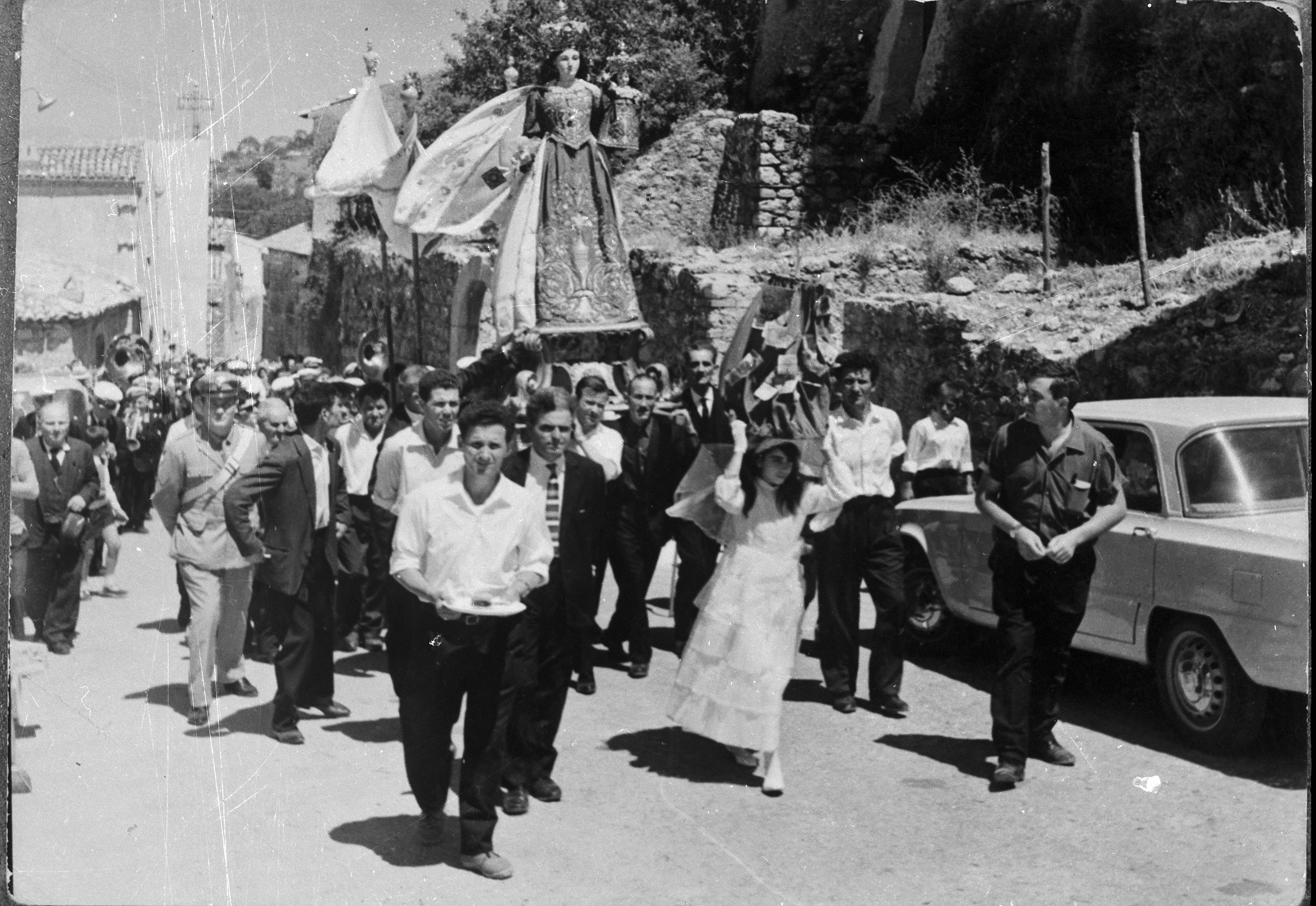
Immagine d'epoca della Processione della Madonna del Carmine

- La prima domenica di Maggio si svolge la festa di Sant'Elia Profeta. Solennità che nel corso dei secoli ha suscitato ammirazione da parte dei partecipanti per via dello scenario naturale offerto dalla grotta dedicata al santo e dell'omonimo sentiero. La mattina alla ore 10:00 circa si tiene una processione solenne in cui le statua di Sant'Elia, la Madonna del Carmelo e San Michele arcangelo vengono trasportate alla grotta del santo (ove si celebra la messa) lungo un sentiero naturale. Si ridiscende infine in paese dove la sera le statue verranno accompagnate in processione al santuario della Vergine del Carmelo.

### Credenze popolari
- Il culto popolare dei morti: un tempo a Postiglione si usava, e in alcune famiglie si usa ancora, lasciare il defunto da solo intorno alla mezzanotte. La finestra restava aperta nella convinzione che gli angeli venissero a prendere la sua anima ed era tradizione mettere nella bara oggetti personali del defunto; si usa ancora porre, accanto al defunto, un recipiente pieno d'acqua e del sapone per favorirne la purificazione;
- Un'altra paura diffusa era quella di passare a mezzanotte o a mezzogiorno davanti alle abitazioni di chi era morto di morte violenta. Si diceva che in realtà l'anima del defunto non avesse abbandonato quel luogo quindi non poteva riposare in pace. Per questo in quei luoghi avvenivano strani fenomeni;
- "U Pimpinale" ossia il lupo mannaro: secondo un'antica credenza diffusa a Postiglione, ma anche in alcuni paesi limitrofi, coloro che nascevano la vigilia di Natale e precisamente a mezzanotte, venivano chiamati "pimpinali" cioè lupi mannari. Durante le notti di luna piena questi uscivano ululando, aggredendo e uccidendo i malcapitati che incontravano. Il Pimpinale bussava tre volte per farsi aprire la porta dai parenti una volta assunte le sembianze umane.
- "Lu munaciëddu" : a Postiglione si credeva ad un monaco piccolo come uno gnomo e molto geloso del suo berretto. Chi riusciva a strapparglielo dalla testa diventava ricco e famoso;
- La leggenda di Santa Lucia: secondo la leggenda postiglionese, un re era follemente innamorato di Lucia, in particolare dei suoi occhi, al punto da volerla sposare. Consacrata a Cristo e per non venir meno al suo giuramento, la ragazza si cavò gli occhi e li mandò al re. Infatti, la sua statua, conservata nella chiesa parrocchiale di San Giorgio, mostra una ragazza cieca che regge un vassoio con due occhi.

## Cultura

### Cucina
La cucina postiglionese ha diversi piatti tipici:
- I luonghi e suttili, un piatto di pasta, tipico soprattutto della tradizione contadina, preparato durante il periodo della mietitura o dell'uccisione del maiale e servito molto caldo in scodelle di creta. Per preparalo si usa dell'osso di prosciutto, salsiccia grassa, cipolla, sedano, prezzemolo, pomodori, uova e finocchio (per il brodo) mentre si usano farina, uova, acqua e sale per la pasta;
- Picciddu, è un piatto rustico preparato con farina, acqua, pezzetti di grasso di maiale, formaggio pecorino, lievito, sugna, pepe e sale;
- Pasta e patate con il lardo, è un piatto di pasta semplice e sbrigativo. Si lascia bollire la pasta insieme a dei tocchetti di patate. Intanto si mette a sciogliere del lardo e una volta cotta la pasta la si versa in un recipiente e si condisce con il lardo e (a piacere) con del pepe;

## Geografia antropica

### Frazioni
In base al 14º Censimento Generale della Popolazione e delle Abitazioni, le località abitate sono:
- Acquara: 22 abitanti 575 m s.l.m..
- Canneto: 118 abitanti 256 m s.l.m., situata lungo la SR ex SS488.
- Lago Rosso: 38 abitanti 175 m s.l.m..
- Pescara: 47 abitanti 640 m s.l.m., situata lungo la SP 60.
- Selva Nera: 49 abitanti 185 m s.l.m..
- Terzo di Mezzo: 42 abitanti 325 m s.l.m..

## Infrastrutture e trasporti

### Strade
- Uscita autostradale di Contursi Terme-Postiglione sull'A2 del Mediterraneo
- Strada statale 19 delle Calabrie.
- Strada Regionale 488/a Innesto SS 19 (Ponte Molinelle)-Controne (bivio SP 246)
- Strada Provinciale 42 Innesto SP 60-Nocelle di Postiglione;
- Strada Provinciale 60 Innesto SS 19-Postiglione-Controne.

## Amministrazione

### Sindaci
| Periodo          | Periodo          | Primo cittadino   | Partito                                | Carica                    | Note                                               |
| ---------------- | ---------------- | ----------------- | -------------------------------------- | ------------------------- | -------------------------------------------------- |
| 23 aprile 1995   | 16 dicembre 1997 | Federico Pagano   | centro                                 | Sindaco                   |                                                    |
| 16 dicembre 1997 | 24 maggio 1998   | Carmine Cennamo   | centro                                 | Vicesindaco f.f.          |                                                    |
| 24 maggio 1998   | 27 maggio 2007   | Carmine Cennamo   | centro                                 | Sindaco                   |                                                    |
| 28 maggio 2007   | 9 luglio 2009    | Mario Pepe        | lista civica                           | Sindaco                   |                                                    |
| 28 agosto 2009   | 28 marzo 2010    | Rosa Della Monica | -                                      | commissario straordinario |                                                    |
| 29 marzo 2010    | 31 maggio 2015   | Pietro Pellegrino | lista civica                           | Sindaco                   |                                                    |
| 31 maggio 2015   | 18 ottobre 2021  | Mario Pepe        | lista civica Uniti Postiglione Rinasce | Sindaco                   | Risultati elettorali dal 2020 sono state annullate |
| 6 dicembre 2021  | in carica        | Carmine Cennamo   | lista civica Noi per Postiglione       | Sindaco                   |                                                    |

### Gemellaggi
- Sermaise, dal 2006

### Altre informazioni amministrative
Il comune fa parte della Comunità montana Alburni.
Le competenze in materia di difesa del suolo sono delegate dalla Campania all'Autorità di bacino interregionale del fiume Sele.